# Sciara africana
Sciara africana är en tvåvingeart som beskrevs av Rubsaamen 1894. Sciara africana ingår i släktet Sciara och familjen sorgmyggor. Inga underarter finns listade i Catalogue of Life.